# Заполье (Зачачьевское сельское поселение, Меландово)
Заполье — деревня в Холмогорском районе Архангельской области.

## География
Находится в центральной части Архангельской области на расстоянии приблизительно 12 км на юго-запад по прямой от села Емецк на левом берегу реки Емца.

## История
В 1859 году здесь (тогда деревня Меландовская Холмогорского уезда Архангельской губернии) был учтен 91 двор. До 2015 года входила в Зачачьевское сельское поселение, с 2015 по 2022 в Емецкое сельское поселение до его упразднения.

## Население
Численность населения: 502 человека (1859 год), 41 (русские 100 %) в 2002 году, 5 в 2010.

## Достопримечательности
Заброшенная Троицкая церковь.